# Mulher com chapéu (A senhora Matisse)
Mulher com chapéu (A senhora) é uma pintura de óleo sobre tela do artista francês Henri Matisse, datado de 1905, que mostra a esposa do autor, Amélie Parayre. A obra foi concebida para o Salon d'Automne daquele ano e seguiu estritamente a técnica de aplicação de camadas de tinta que Paul Gauguin lhe ensinara.
A obra foi doada para o Museu de Arte Moderna de São Francisco em 1991, como legado da família de bilionários Haas.
Gauguin - que já havia feito com que o Vincent van Gogh, o seu melhor amigo, se soltasse e sofresse uma incrível explosão de cor, bem notável em Doze girassóis numa jarra - foi, durante os primeiros anos da trajetória de Matisse, quem mais influenciou o artista, tendo conseguido que este se libertasse de todas as tendências naturalistas dos seus predecessores.
Assim, o mais conhecido dos "fauves", sofreu uma enaltecida "explosão de cor", que, controversamente, na obra em questão, não é muito notável. A figura retratada, nomeadamente a esposa de Henri Matisse, adquire uma expressão dramática e entristecida, enaltecida pelas cores azuladas do seu rosto. De fato, o quadro é praticamente composto por cores escuras e frias, geralmente. As únicas cores mais vivas refletem-se nos cabelos e vestido de Madame Matisse.
Porém, no meio de tais cores, sobressai o distinto chapéu com flores da senhora. As flores que o chapéu preenchem, foram vistas na época em que foi exibido pela vez primeira como sendo ridículas, sem contornos definidos, incompletas.[carece de fontes?] Todavia, os críticos de arte que tais afirmações fizeram, esqueceram-se de referir que estas são brilhantemente expressivas e, diga-se, frias, enaltecidas pela beleza entristecida de Madame Matisse, que, por sua vez, suporta elegantemente um leque de cor azul, formando uma composição sem precedentes.
Mulher com chapéu, quando da sua exibição, foi alvo de muitas críticas, já que adquiriu padrões completamente revolucionários, assim como o sucessor A alegria de viver. Nunca ninguém havia visto algo assim. Todas as convenções foram abatidas, simplesmente ignoradas, um fato que se fez ecoar até pela América Latina. As regras foram, incompreensivelmente, quebradas. E porquê incompreensivelmente? A palavra incompreensível era a mais utilizada para a descrição destas obras, cujos autores haviam sido apelidados pelo crítico de arte Louis Vauxcelles de "fauves". Todavia, a utilização desta palavra era obnubilada, já que, olhando a arte de forma retrospectiva, era mais do que necessário outra revolução, e a criação do Fauvismo foi de facto uma sublime e escandalosa revolução. Além disso, o público, mesmo que não o admitindo, necessitava de algo que o enchesse de rir, que o fizesse libertar-se e algo que conseguisse, por fim, transmitir sentimentos, sensações.
Mulher com chapéu foi de fato um das obras mais controversas e inovadoras dos primórdios século XX, junto com A alegria de viver, também de Matisse, Les Demoiselles d'Avignon e Três Mulheres, ambas de Picasso, entre várias outras.[carece de fontes?]